# Смърт на Даяна, принцеса на Уелс
В ранните часове на 31 август 1997 г. Даяна, принцеса на Уелс, умира от наранявания, получени по-рано същата нощ при фатална автомобилна катастрофа в тунела „Пон дьо л'Алма“ в Париж, Франция. Партньорът на Даяна, Доди ал-Файед, и шофьорът на техния „Мерцедес-Бенц W140“ Анри Пол, са намерени мъртви в колата. Телохранителят на Доди ал-Файед, Тревър Рийс-Джоунс, е тежко ранен и единственият оцелял от катастрофата.
През 1999 г. френско разследване установява, че Анри Пол изгубва контрол над автомобила при висока скорост, докато е опиянен от алкохол и под въздействието на лекарства, отпускани с рецепта, и заключава, че той е единственият о
виновен за катастрофата. Той е заместник-началник на охраната в хотел „Риц Париж“ и по-рано е обезпокояван от папараци, които чакат Даяна и Доди ал-Файед пред хотела. Антидепресантите и следите от антипсихотик в кръвта му могат да влошат състоянието на Анри Пол, докато е под влиянието на алкохола. През 2008 г. съдебни заседатели при британското разследване и операция „Паджет“, издават присъда за незаконно убийство заради груба небрежност при шофиране от страна на Анри Пол и папараците, които преследват автомобила. Някои медийни доклади твърдят, че Тревър Рийс-Джоунс оцелява, защото е с предпазен колан, но други разследвания, включително операция „Паджет“, разкриват, че никой от пътниците в колата не слага такъв.
Даяна е на 36 години, когато умира. Смъртта ѝ предизвиква изблик на обществена скръб в Обединеното кралство и света, а предаваното по телевизията погребение е гледано от около 2,5 милиарда души. Кралското семейство е критикувано в пресата за сдържаната си реакция към смъртта на Даяна и нейното погребение. Общественият интерес към Даяна остава висок и пресата редовно отразява нейния живот десетилетията след смъртта ѝ.